# 大龙潭彝族乡
大龙潭彝族乡，是中华人民共和国四川省攀枝花市仁和区下辖的一个乡镇级行政单位。2019年12月，将大龙潭彝族乡立柯村所属行政区域划归金江镇管辖。

## 行政区划
大龙潭彝族乡下辖以下地区：
裕民村、干坝子村、大龙潭村、新街村、迤资村、拉砟村、立柯村和混撒拉社区村。